# Vedran Pavlek
Vedran Pavlek, född den 27 april 1973 i Zagreb i Jugoslavien (nuvarande Kroatien), är en tidigare kroatisk alpin skidåkare. Han har efter idrottskarriären innehaft olika poster inom det kroatiska skidförbundet. Från år 2008 är han ordförande för de kroatiska alpina representationerna. 

## Karriär
Som aktiv skidåkare deltog Pavlek i tre olympiska vinterspel (1992, 1994 och 1998). Vid de olympiska vinterspelen i norska Lillehammer år 1994 var han flaggbärare för den kroatiska representationen. I de olympiska spelen tävlade Pavlek i super-G, storslalom och slalom dock utan att någonsin ta medalj i någon av tävlingsgrenarna. Han var det kroatiska alpina skidåkningslandslagets förbundskapten i de olympiska vinterspelen 2002, 2006 och 2010 då laget sammanlagt vann fyra guldmedaljer och fem silvermedaljer.   